# Helicosporium gracile
Helicosporium gracile är en svampart som först beskrevs av Andrew Price Morgan, och fick sitt nu gällande namn av Linder 1929. Helicosporium gracile ingår i släktet Helicosporium och familjen Tubeufiaceae.   Inga underarter finns listade i Catalogue of Life.